# 特里尼蒂島 (威利斯群島)
特里尼蒂島（英語：Trinity Island）是南大西洋的島嶼，屬於威利斯群島的一部分，位於威利斯群島主島東北約1公里，行政方面由英國海外領土南喬治亞島與南桑威奇群島負責管轄。

## 外部連結
- Map of Willis Islands